# Tiling
Abreviatura científica del botánico Heinrich Sylvester Theodor Tiling 1818-1871 
Tiling (inglés para «puzzleando» o teselación) es un algoritmo simple de síntesis de textura. Hay dos formas de tiling, tiling (véase imagen 1) y tiling con reflejos (véase imagen 2).
| | → |
| Imagen 1. El principio de tiling es la repetición de un imagen pequeño para crear un imagen grande. |   |

| | → |
| Imagen 2. Es posible reflejar los imágenes para evitar bordes visibles pero eso crea un efecto visual muy repetitivo. |   |

## Algoritmo y alternativas
El algoritmo básico ejecuta los pasos siguientes:
1. Crear una nueva imagen de ancho y altura deseado
2. Copiar la imagen original en la imagen nueva hasta llenarla

Hay una alternativa que consiste en reflejar los imágenes originales antes de copiarlas. Con eso, es posible evitar bordes visibles.

## Transformación matemática
Se puede describir el proceso como función matemática:
En esa fórmula, I es el imagen original con ancho w y altura h, I' el imagen nuevo con ancho w' y altura h', y mod la función módulo.

## Calidad, eficaz y uso
Los resultados del tiling son de baja calidad. Son muy repetitivos y exhiben bordes visibles, ambos efectos visuales indeseados.
Tiling es un algoritmo muy eficaz. Si w' y h' son el ancho y altura deseados de la nueva imagen, [todos en píxeles], el algoritmo termina en sólo:
En general termina exactamente después de w'⋅h' pasos. 
Aunque es de baja calidad, se usa tiling por su rapidez. Es posible crear imágenes grandes sobre la marcha, para extender texturas pequeñas, por ejemplo.
- Datos: Q6146925